# 牛渕団地前駅
牛渕団地前駅（うしぶちだんちまええき）は、愛媛県東温市牛渕にある、伊予鉄道横河原線の駅である。駅番号はIY19。

## 歴史
- 1970年（昭和45年）5月1日：開業。

## 駅構造
島式ホーム1面2線を持つ有人の交換可能駅である。

### のりば
| 番線 | 路線      | 行先                   |
| ---- | --------- | ---------------------- |
| 1    | ■横河原線 | 梅本・久米・松山市方面 |
| 2    | ■横河原線 | 横河原方面             |

## 駅周辺
- 愛媛県営牛渕団地
- 伊予銀行牛渕支店
- 愛媛銀行重信支店
- 牛渕団地前簡易郵便局
- 陸上自衛隊松山駐屯地
- 伊予鉄バス「牛渕団地口」停留所

## 隣の駅
伊予鉄道
■横河原線
梅本駅 (IY18) - 牛渕団地前駅 (IY19) - 牛渕駅 (IY20)